# Onepowesepewenenewak
Onepowesepewenenewak (Önipöwisībīwininiwag) /Onĭpowĭsibiwĭnĭnĭwŭg =people of death river, (vidi Nibowisibiwininiwak)/ jedna od nekadašnjih brojnih skupina Chippewa Indijanaca koji su živjeli u današnjoj Minnesoti. Long ih naziva Onepowe Sepe Wenenewok.